# Buch am Wald
Buch am Wald är en kommun och ort i Landkreis Ansbach i Regierungsbezirk Mittelfranken i förbundslandet Bayern i Tyskland.
Kommunen ingår i kommunalförbundet Schillingsfürst tillsammans med staden Schillingsfürst, köpingen Dombühl och kommunerna Diebach, Wettringen och Wörnitz.